# Ентони Идн
Роберт Ентони Идн (енгл. Robert Anthony Eden; 12. јун 1897 — 14. јануар 1977) био је британски политичар, члан конзервативне странке, дугогодишњи министар спољних послова и премијер Уједињеног Краљевства од 1955. године до 1957. године. Супротставио се Чемберленовој политици попуштања Хитлеру, те је 1938. године поднео оставку на место министра спољних послова. По избијању Другог светског рата у Чемберленовој, а потом и Черчиловој влади био је министар рата и министар задужен за питања доминиона. Крајем 1940. године ступа на положај министра спољних послова, на ком ће остати до краја рата. Наследио је Черчила на месту премијера 1955. године.
Његов светски углед као "човека мира" и вештог дипломате нарушен је 1956. године када је покренута британско-француска војна акција против Египта због национализације Суецког канала, што је довело до избијања Суецке кризе, након чега су САД оштро осудиле овакву једнострану акцију Британаца и Француза и одбиле да дају подршку војној интервенцији. Овај потез су његови политички противници окарактерисали као историјски корак уназад за британску спољну политику, и почетак краја британске доминације на Блиском истоку. Историчари тврде да је направио низ грешака, поготово не схватајући дубину америчког противљења овој војној акцији. Након Суецке кризе је поднео оставку на место премијера због лошег здравља.
Велики број критичара га сврстава у редове најнеуспешнијих британских премијера у 20. веку.